# Luo Wei
Luo Wei (Pequim, 23 de maio de 1983) é uma taekwondista chinesa.
Luo Wei competiu nos Jogos Olímpicos de 2004, na qual conquistou a medalha de ouro.